# Friedrich Christian Klingelhöfer
Friedrich Christian Klingelhöfer, auch Klingelhöffer, Klingelhoefer, (* 15. September 1784 in Battenberg in Hessen; † 6. November 1838 in Triunfo) war ein nach Südbrasilien in das Kaiserreich Brasilien ausgewanderter evangelischer Pfarrer und Lehrer. Der akademisch gebildete Geistliche war für seine Teilnahme an der Farrapen-Revolution in der Provinz São Pedro do Rio Grande do Sul bekannt.

## Leben
Klingelhöfer war der Sohn des Forstrats Ludwig Klingelhöfer (1740–1812) und Carolina Frederike (geborene Schlechter, 1765–1832). Er beendete am 5. April 1808 sein Studium mit dem theologischen Fakultätsexamen in Gießen und war von 1808 bis 1819 lutherischer Pastor in Buchenau, danach zwischen 1819 und 1825 in Bobenhausen. Unter Vertrag mit Major Schäffer emigrierte er 1825 in Begleitung seiner Frau und vier Kindern auf dem dänischen Schiff Creole und gehörte zur ersten deutschen Einwanderungswelle in Brasilien. Die Familie ließ sich in Campo Bom nieder, das zur Kolonie in São Leopoldo gehörte, wo er ein Stück Land erhielt und als Landwirt arbeitete. Campo Bom liegt am Rio dos Sinos in der Region Vale do Rio dos Sinos. Er ersetzte den Pastor Carl Leopold Voges nach dessen Versetzung im Oktober 1826 nach Três Forquilhas. In Campo Bom errichtete er 1827 die erste lutherische Holzkirche im Süden Brasiliens. 1829, als sich die evangelische Gemeinde Campo Bom von der in São Leopoldo trennte, war Klingelhöfer ihr erster Ekklesiast. Als vierter lutherischer Pastor in Brasilien überhaupt, zählt er dort zu den Pionieren der lutherischen Kirche. Er war als Lehrer tätig, Campo Bom besitzt die noch heute existierende erste deutsche Kolonieschule.
Bei Beginn der Farrapen-Revolution wählte er die republikanische Seite mit der Ansicht, dass die Revolution den Lutheranern Vorteile bringen könnte, arbeitete mit Soldaten zwischen den Kolonien und ließ seine Gemeinde 1836 zurück.
Gegen Ende 1838 versuchte er vor dem Konflikt zu fliehen und, um seiner Familie Sicherheit zu bieten, versetzte er sich nach Rio Pardo, Hochburg der Rebellen. In der Region Arroio dos Ratos angekommen, verwickelte er sich in einen Zusammenstoß mit imperialen Truppen und starb im Kampf. Sein Sohn, Georg Karl Hermann, kämpfte auch mit den Farrapos, bis er 1844 ebenfalls bei einem Kampf an den Ufern des Rio Ibicuí starb.
Pastor Klingelhoffer war bekannt als der „Pastor Farrapo“ („Lumpenpastor“). Unter diesem Titel komponierte Wilson Paim ein Lied, das 2008 veröffentlicht wurde.

## Familie
Klingelhöfer war seit 1810 mit Luise (geborene Stapp, 7. Dezember 1794 – 17. November 1869) verheiratet, mit der er mehrere Kinder hatte.
- Caroline (16. Dezember 1811 – 16. Januar 1899) ⚭ 14. April 1839 mit dem Hofgerichtsadvokaten Reinhard Frank
- Johanna Sophia (2. März 1814 – 1902) ⚭ mit José de Moura
- Georg Karl Wilhelm Hermann Klingelhö[f]fer (10. März 1816 – 1845)
- Auguste Karoline Elise (5. April 1818 – 18. Dezember 1862) ⚭ 1842 mit dem Farmer und Kaufmann Johann Georg Fayet (* 12. August 1810)
- Ernestine Wilhelmine Hedwig (14. September 1820 – 22. März 1900) ⚭ 1. mit Nikolaus Hasslocher (1813–1863); 2. mit Wilhelm ter Brüggen (25. Januar 1829 – 7. März 1904) Sohn des Peter Franz ter Brüggen und der Maria Katharina Loehr
- Emile Klingelhö[f]fer, (13. Februar 1833 – April 1839)